# Chapelle-sur-Dun
Chapelle-sur-Dun é uma comuna francesa na região administrativa da Normandia, no departamento de Sena Marítimo. Estende-se por uma área de 4,46 km². Em 2010 a comuna tinha 162 habitantes (densidade: 36,3 hab./km²).